# Vergeet Barbara
Vergeet Barbara is een Vlaamse musicalproductie van Studio 100 met de muziek van Will Tura. Het scenario werd geschreven door Gert Verhulst en Tijl Dauwe, waarbij die laatste ook de regie verzorgde. De musical ging in première op 11 december 2022 in het Studio 100 Pop-Up Theater in Puurs.

## Verhaal
Het is 1976 in het fictieve Dorpegem. Willy Vervaet baat, samen met zijn zoon Achiel, het aan het dorpsplein gelegen café ‘De sportvriend’ uit. De eerste zoon Arthur probeert door te breken met zijn rockbandje en de jongste zoon Albert moet de wielerdroom van zijn vader proberen waar te maken. Ze worden hierin gesteund door de lokale ondernemer Raymond Demol, die als sponsor-manager van de twee jongens geen situatie onbenut laat om reclame te maken voor zijn zaak of het succes van zijn gamins te forceren. Maar al snel blijkt dat Albert zijn trainingsmomenten vooral doorbrengt bij zijn grote liefde Sissi Slijpers, de zus van zijn concurrent Slisse Slijpers, en dat de muziekcarrière van Arthur niet echt een succes belooft te worden. 
Wanneer op een dag de jonge Barbara in het dorp haar biologische vader komt opzoeken valt Achiel als een blok voor haar. Echter blijkt Willy de vader van Barbara te zijn waardoor er niet alleen een heleboel misverstanden ontstaan maar ook enkele oude wonden opnieuw worden opengereten.

## Musical nummers
De verschillende liedjes uit de musical komen uit het oeuvre van de Vlaamse zanger, muzikant en liedjesschrijver Will Tura. De muzikale arrangementen en adaptaties voor deze musical zijn geschreven door Steve Willaert, die sinds jaar en dag de vaste arrangeur is van Tura. Steve op zijn beurt schreef ook reeds de muzikale arrangementen voor de Studio 100 musicals '40-'45 en Daens.

- Mooi, 't leven is mooi!
- Hopeloos
- Mijn winterroosje
- Het kan niet zijn
- Viva La Vida!
- Aan mijn Darling
- Verboden Dromen
- Hoop doet leven

- Vergeet Barbara
- Als de muren konden praten
- Boven de wolken
- Ik mis je zo
- Er is een plaats in mijn armen
- De Wielrenner
- Arme Joe
- Eenzaam zonder jou

Megamix:
- Vlaanderen m'n land
- Moa ven toch
- Draai dan 797204
- Geef me liefde
- Vergeet Barbara

## Rolverdeling
| Rol              | Acteur                                       | Alternate / Understudy                     |
| ---------------- | -------------------------------------------- | ------------------------------------------ |
| Willy Vervaet    | Gert Verhulst                                | Peter Van De Velde (ALT)                   |
| Achiel Vervaet   | James Cooke                                  | Michiel De Meyer (US),Kenny Verelst (US)   |
| Albert Vervaet   | Jelle Cleymans                               | Michiel De Meyer (US)                      |
| Arthur Vervaet   | Jonas Van Geel                               | Dorian Liveyns (US)                        |
| Barbara Willockx | Free Souffriau                               | Oonagh Jacobs (US)                         |
| Raymond Demol    | Tom Audenaert                                | Joris De Beul (US)                         |
| Elisabeth Poppe  | Goele De Raedt                               | Saïn Vantomme (US)                         |
| Simonne Arens    | Hilde Van Wesepoel                           | Sain Vantomme (US)                         |
| Slisse Slijpers  | Michiel De Meyer                             | Jeroen Logghe (US)                         |
| Sissi Slijpers   | Charline Catrysse                            | Manon De Boevre (US), Maja Van Honsté (US) |
| Danny Max        | Dirk Lavrysen (december) Walter Baele (juni) | Joris De Beul (US)                         |

Ensemble: Christophe Degelin, Jeroen Logghe, Kenny Verelst, Haico Berkelmans, Brent Pannier, Dorian Liveyns, Rick van den Belt, Chris Schep, Antar Latifine, Matthias De Decker, Charlotte Campion, Manon De Boevre, Saïn Vantomme, Anne Vanderelst, Oonagh Jacobs, Barbara Verbergt, Samantha Lernout, Pauline Joris, Marie De Landstheer, Jessica Steinherr, Maja Van Honsté & Joris De Beul
'14-'18 · '40-'45 (België) · '40-'45 (Nederland) · 1830 · De 3 Biggetjes · 3 Musketiers · Aida · Albert I · Alice in Wonderland · A xXxmas Carola · Anatevka · Assepoester · Belle en het Beest · Billie Holiday · Bloedbroeders · The Bodyguard · Cabaret · Camelot · Cats · Chicago · Ciske de Rat · Cyrano de Bergerac · De Schone van Boskoop · Daens · Damiaan · Dirty Dancing · Doe Maar! · Domino · Doornroosje · Dracula · Drood · Elisabeth · Evita · Fame · De Finale · Flashdance · Foxtrot · Goodbye, Norma Jeane · Grease · Hair · High School Musical · De Jantjes · Jeanne d'Arc · Jekyll & Hyde · Jersey Boys · Jesus Christ Superstar · Kadanza · De kleine zeemeermin · Koning van Katoren · Kruimeltje · Kuifje: De Zonnetempel · Kunt u mij de weg naar Hamelen vertellen, mijnheer? · The Last Five Years · Lelies · The Lion King · The Little Mermaid · Love Story · Lover of Loser · Mamma Mia! · De man van La Mancha · Marie-Antoinette · Mary Poppins · Les Misérables · Miss Saigon · Muerto! · De Muze van Rubens · My Fair Lady · On Your Feet! · Op hoop van Zegen · Oorlogswinter · The Passion · Pauline & Paulette · The Phantom of the Opera · Pinokkio · Red Star Line · Rembrandt · Robin Hood · Romeo en Julia, van Haat tot Liefde · De Rozenoorlog · Rubens · Shhh...it happens! · Shrek · Soldaat van Oranje · Spring Awakening · De sprookjesmusical Klaas Vaak · Sneeuwwitje · The Sound of Music · Tarzan · Titanic · Turks fruit · Urinetown · De Vliegende Hollander · Wat Zien Ik?! · Wicked · The Wild Party · The Wiz · Wickie de viking de musical
    Portaal Musical